# Astragalus stapfii
Astragalus stapfii är en ärtväxtart som beskrevs av Sirj. Astragalus stapfii ingår i släktet vedlar, och familjen ärtväxter. Inga underarter finns listade i Catalogue of Life.